# Monstertruck
En monstertruck er en pickup, der er blevet ombygget med større hjulophæng og større dæk, normalt til rekreative formål. I dag bruges pickups stadig, men SUV'er anvendes også, og de fleste karrosserier er fremstillet i glasfiber frem for metal. I konkurrencer skal monster trucks være 12 feet (3,7 m) høje, 12 feet (3,7 m) brede og fra 2015 skal de være udstyret med 462lb BKT 66" offroad dæk. Monstertrucks bruges både som pauseunderholdning under motorcross-løb og lignende motorsportbegivenheder, men kan også være den primære attraktion. Under shows viser bilerne deres terrænegenskaber ved at køre over pakker, hop og biler.
Monstertrucks opstod i USA i 1970'erne, hvor man begyndte at give almindelig pickups større dæk og ophæng. De har et ekstremt højt brændstofforbrug.